# Bernhard Wessel (Architekt)

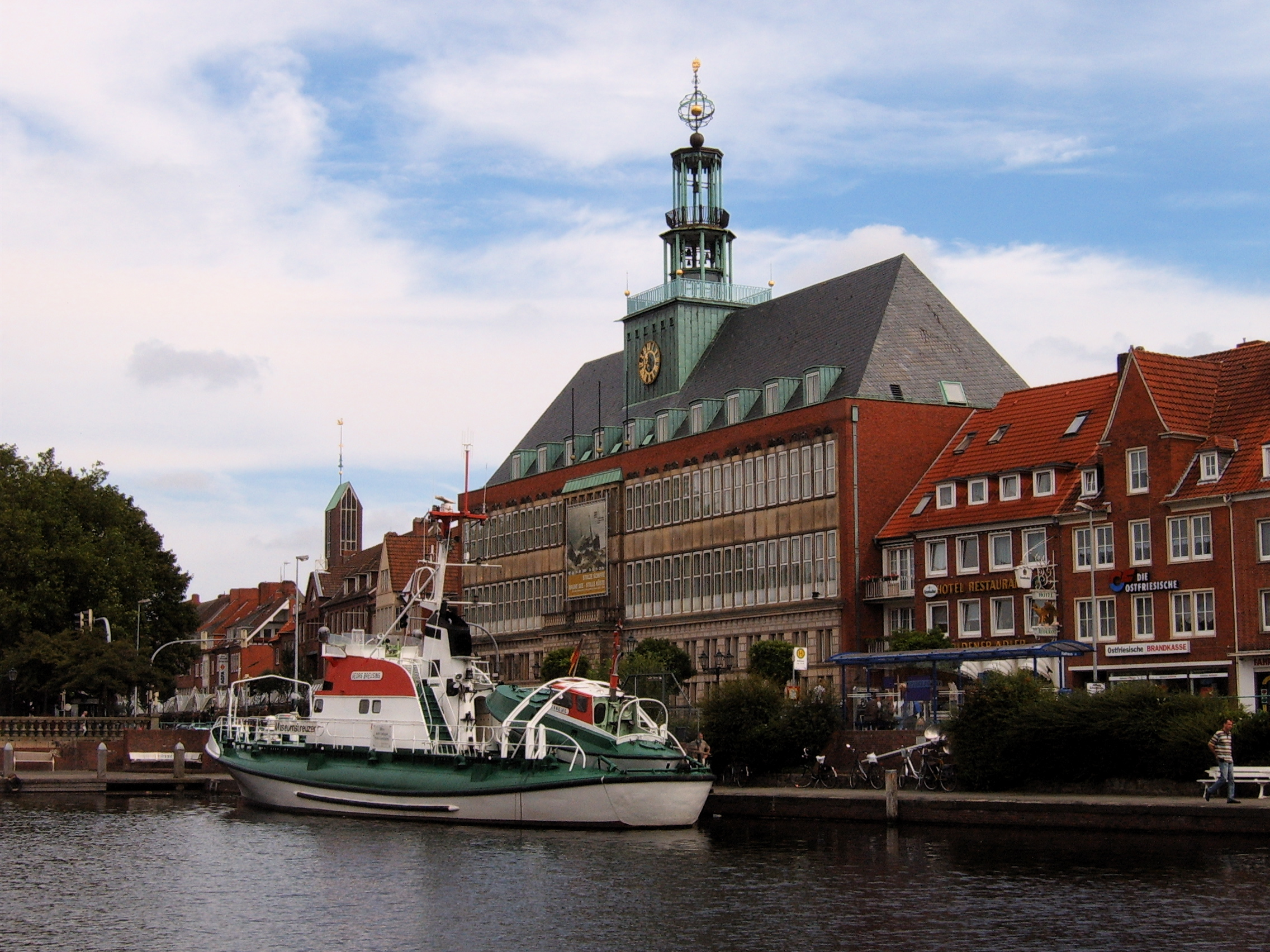
Rathaus Emden von 1962

Bernhard Heinrich Wessel (* 1904 in Bremen; † 1976 in Bremen) war ein deutscher Architekt.

## Biografie

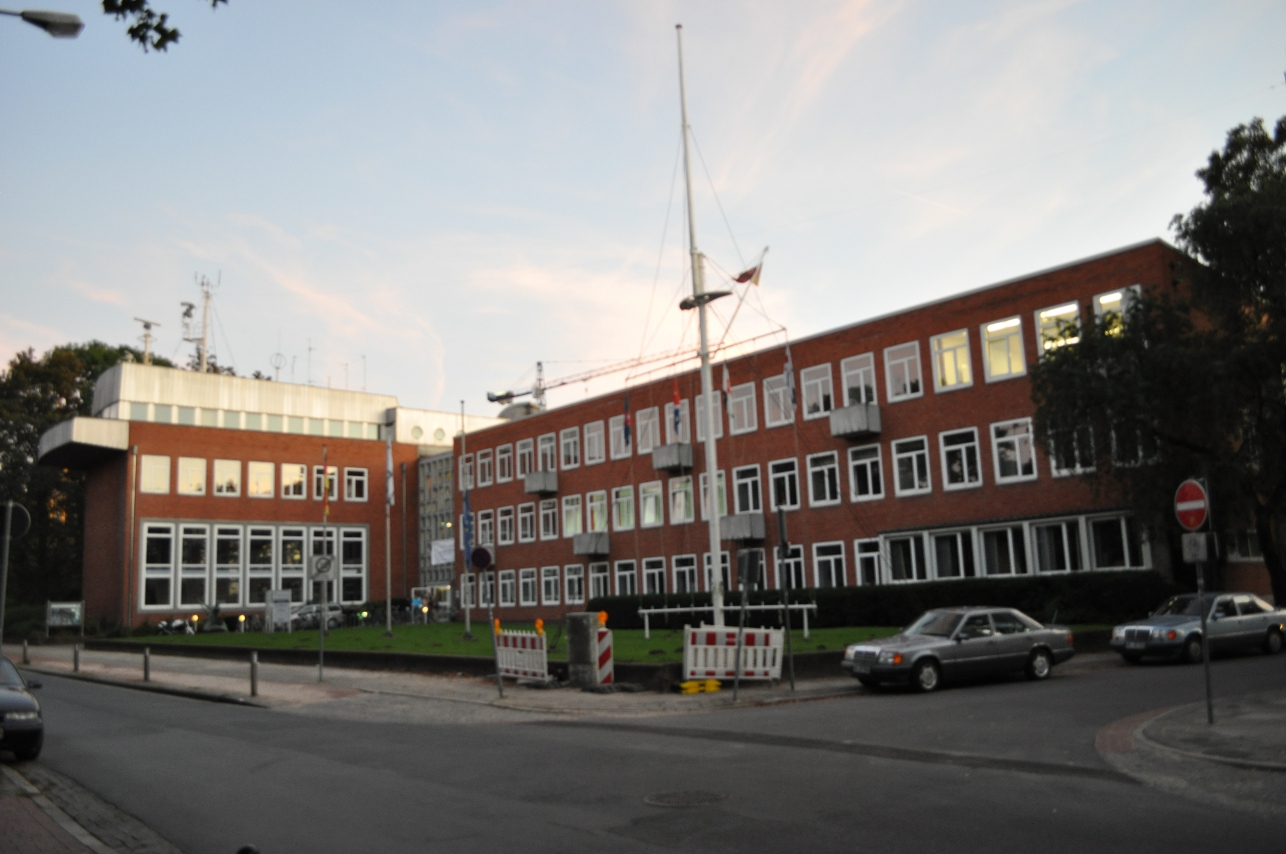
Seefahrtsschule Bremen, heute Hochschule Bremen

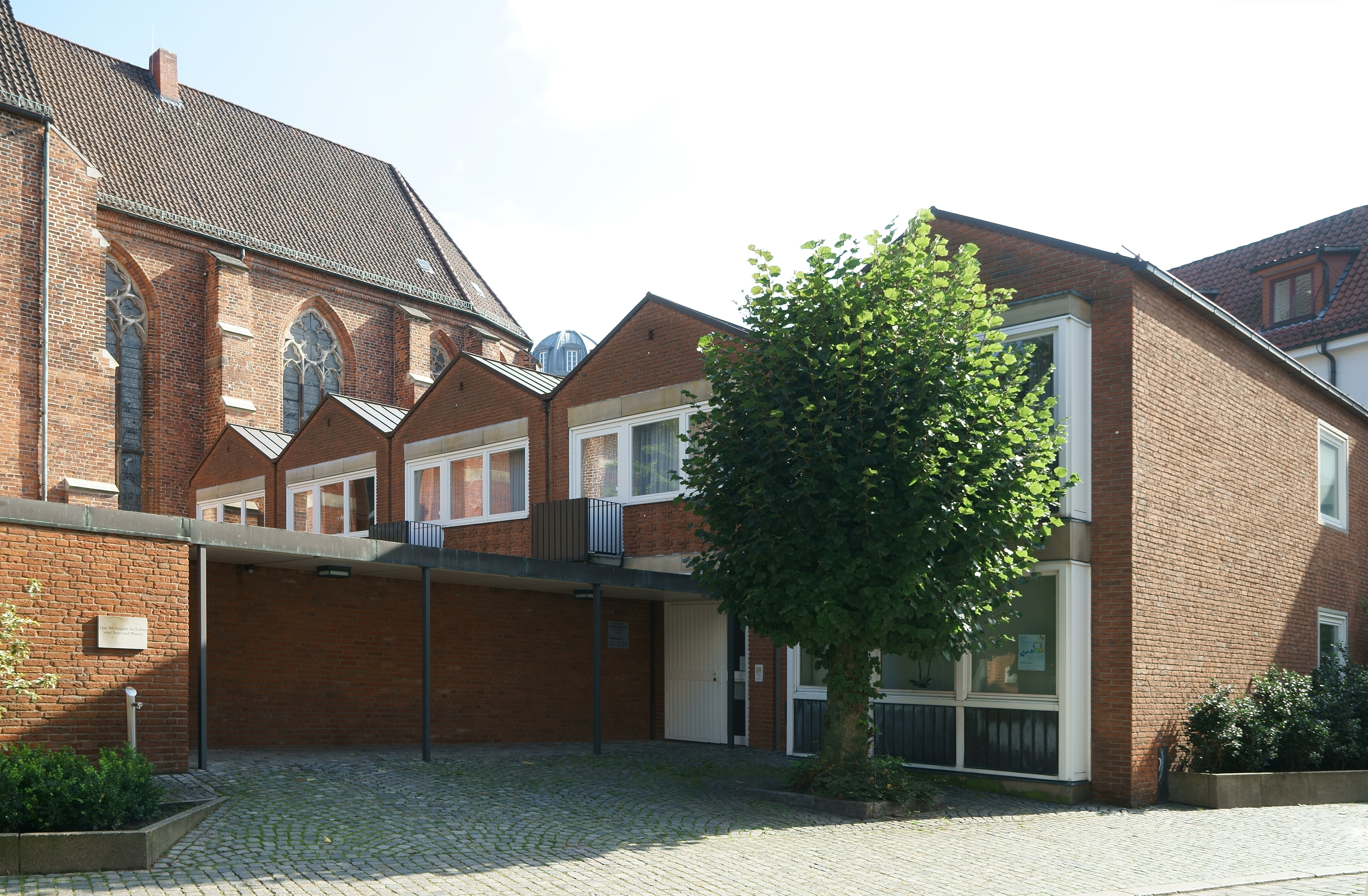
Probstei St. Johannis

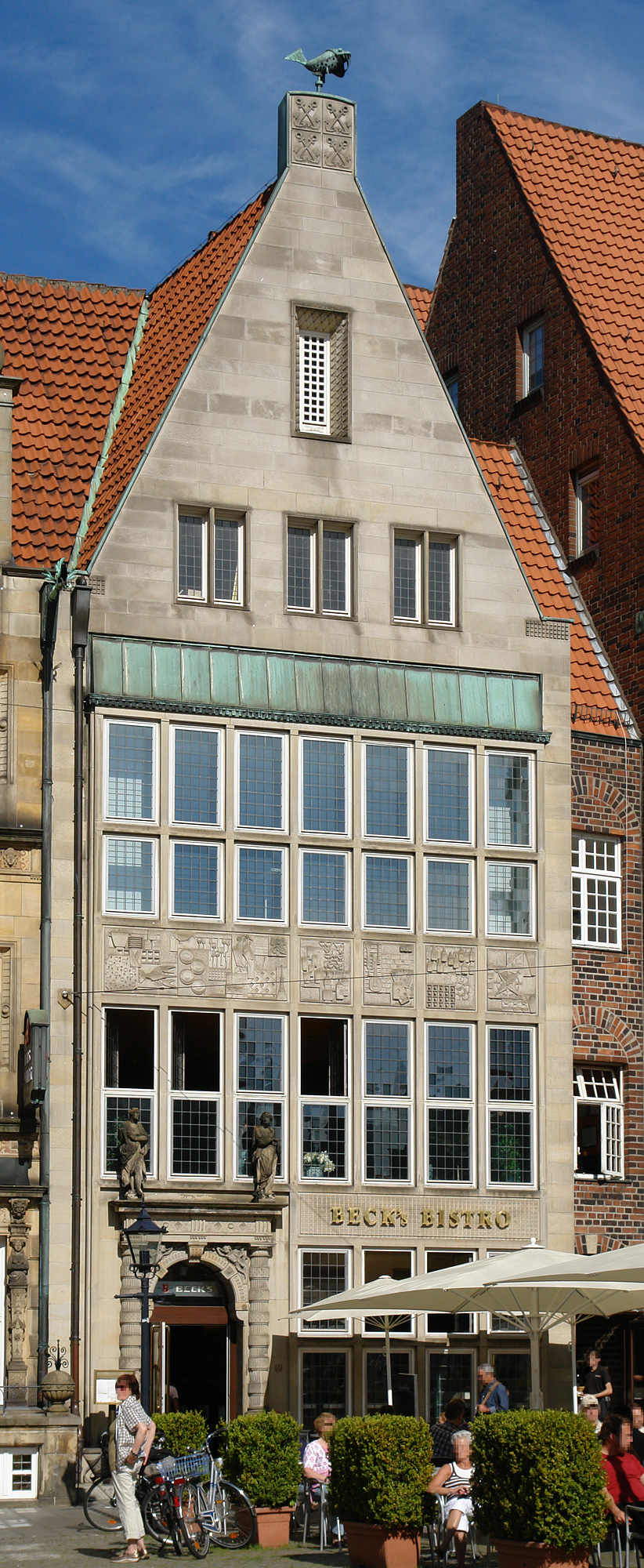
Haus Jonas am Bremer Marktplatz

Wessel absolvierte eine Lehre in einem Bremer Architekturbüro und besuchte anschließend die Staatliche Kunstgewerbeschule Bremen sowie das Polytechnikum Oldenburg. Er war vor und nach dem Studium seit 1924 Mitarbeiter in verschiedenen Architekturbüros unter anderem bei Rudolf Jacobs in Bremen. Im Zweiten Weltkrieg war er dienstverpflichtet bei Banken und Verbänden. Nach 1945 arbeitete er in einem Architekturbüro und war ab 1948 selbständig tätig. Er plante zahlreiche Wohnbauten im Stephaniviertel, war beteiligt an der Sanierung im Schnoor, entwarf unter anderem Haus C für die Handelskammer Bremen, das Haus Jonas und Kaune am Bremer Marktplatz, die Seefahrtsschule und andere Schulen, Industriebauten und einen Erweiterungsbau vom Krankenhaus St.-Joseph-Stift. Eine wichtige Planung war auch das Rathaus von Emden. Viele seiner Bauten weisen Fassaden in rotem Ziegelmauerwerk auf. 

## Bauten
- 1948: Haus Teetonne, Unser Lieben Frauen Kirchhof 9
- 1950: Kleiner Ratskeller, Hinter dem Schütting 11
- 1951–1952: Haus Dettmer, Schwachhauser Heerstraße 136 (Abbruch)
- 1951–1952: Schulungsgebäude des Frauen-Erwerbs- und Ausbildungsvereins (gegründet von Marie Mindermann und Ottilie Hoffmann) in der Pelzerstraße, Ecke Carl-Ronning-Straße
- 1953–1955: Wohngebäude in der Westlichen Vorstadt in der Arbeitsgemeinschaft Westliche Vorstadt (u. a. mit Max Säume, Günther Hafemann, Walter Schlempp und Günther Marschall)
- 1953: Schule an der Brookstraße, Sielwall 86 / Ecke Osterdeich in der Östlichen Vorstadt
- 1954–1955: DeFaKa-Kaufhaus, Obernstraße 21/25 zusammen mit den Architekten  Säume und Hafemann (heute Bestandteil des Karstadt-Warenhauses)
- ab 1955: Wohngebäude in Ziegelstein im Neuen Stephani-Viertel zusammen mit Carsten Schröck
- 1955: Haus Jonas und Kaune, Am Markt 9
- 1956: Haus C der Handelskammer Bremen, Marktstraße 3/Am Markt
- 1956–1958: Seefahrtschule Bremen (später Hochschule für Nautik, heute Hochschule Bremen) auf dem Stadtwerder, Werderstraße 73
- 1958: Erweiterungsbau der Handelskammer Bremen, Hinter dem Schütting 8
- ab 1959: Sanierung des Schnoorviertels in der Arbeitsgemeinschaft Schnoorviertel (zusammen mit Gerhard Müller-Menckens, Peter Schnorrenberger und Rolf Störmer)
- 1959–1962: Rathaus Am Delft in Emden (Neubau an der Stelle des alten, kriegszerstörten Rathauses, später als Museum genutzt)
- 1965: Propstei St. Johannis, mehrere zweigeschossige rotsteinsichtige Wohnhäuser[1]
- 1966: Niels-Stensen-Haus (katholische Bildungsstätte) mit Hauskapelle in Worphausen
- 1968: Umbau Kindertagesheim St. Johann im Schnoor in Bremen
- 1973: Bau des Gemeindezentrums der St.-Antonius-Gemeinde, Bremen-Osterholz
- 1975: Äußerer Umbau und innere Umgestaltung der St.-Antonius-Kirche, Bremen-Osterholz